# Ковалёв, Владимир Алексеевич (генерал)
Владимир Алексеевич Ковалёв (род. 16 марта 1936 года, — советский и российский военачальник. Заместитель командира 12-го армейского корпуса. Генерал-майор.

## Биография
Родился 16.3.1936 с. Старая Ведуга Ведугского района Воронежской области СССР в крестьянской семье. 
В 1951 г. семья переехала в г. Киселевск Кемеровской области. В 1954 г. окончил 10 классов и поступил в Ташкентское танковое училище, которое окончил в 1957 году.

### Образование
- в 1954 году Ташкентское танковое училище
- в 1973 году ВА БТВ

### На воинской службе
Прослужил в Советской армии 37 лет.
1957 — 1964 гг. — командир танкового взвода (Группа советских войск в Германии).
1964 — 1970 гг. — командир взвода, роты, батальона (ст. Клоога, Эстонская ССР, Прибалтийский военный округ).
1970 — 1973 гг. — слушатель командного факультета Академии бронетанковых войск им. маршала Р. Я. Малиновского.
1973 — 1977 гг. — командир мотострелкового полка, начальник штаба дивизии (г. Бельцы, Одесский военный округ).
1977 г. — старший офицер отдела Главного управления кадров МО (г. Москва).
1977 — 1983 гг. — командир 77-й гвардейской мотострелковой Черниговской ордена Ленина Краснознамённой ордена Суворова дивизии (г. Архангельск, Ленинградский военный округ).
1983 — 1989 гг. — начальник управления кадров (г. Тбилиси, Закавказский военный округ).
1989 — 1991 гг. — заместитель командира корпуса (г. Краснодар, Северо-Кавказский военный округ).
В 1991 г. уволен из ВС РФ по возрасту.

### В отставке
С 2012 года Инспектор Группы инспекторов Объединённого стратегического командования Южного военного округа Министерства обороны Российской Федерации. Живёт и работает в городе Краснодар.

## Семья
- жена
- дети

## Знаки отличия
- Орден «За службу Родине в Вооружённых Силах СССР» 3 степени
- Медаль «В ознаменование 100-летия со дня рождения Владимира Ильича Ленина» (6 апреля 1970[1])
- Юбилейная медаль «Двадцать лет Победы в Великой Отечественной войне 1941—1945 гг.»
- Медаль «За укрепление боевого содружества»
- Юбилейная медаль «50 лет Вооружённых Сил СССР»[2]
- Юбилейная медаль «60 лет Вооружённых Сил СССР»[3]
- Юбилейная медаль «70 лет Вооружённых Сил СССР»[4]
- Медаль «За безупречную службу» I степени
- Медаль «За безупречную службу» II степени
- Медаль «За безупречную службу» III степени
- Медаль «За ратную доблесть» и др.